# Candidati al premio Nobel per la fisica
Il Premio Nobel per la fisica (in svedese Nobelpriset i fysik) viene assegnato ogni anno dall'Accademia svedese.
Ogni anno, l'Accademia svedese invia regolarmente richieste di nomina di candidati al Premio Nobel per la fisica. I membri dell'Accademia si affidano a diverse figure di autorità per stabilire i loro incarichi: fisici riconosciuti, circoli di eminenti professori universitari, associazioni di ricercatori, ex premiati, direttori di importanti centri di ricerca scientifica nazionali o internazionali, ecc.
Diverse centinaia di proposte annuali, necessariamente argomentate e dettagliate, vengono così sottoposte alla commissione, che ne studia l'affidabilità, la legittimità e la credibilità. Il comitato conserva solo una cinquantina di domande presentate in primavera ad altri accademici che devono sottoscrivere alcune raccomandazioni. L'elenco finale, deciso dal comitato Nobel, comprende cinque nomi o gruppi di nomi associati a una ricerca specifica. L'elezione dei vincitori avviene nel mese di ottobre a maggioranza dei voti. Tutti i membri della Accademia reale partecipano al voto. L'identità del / i destinatario / i viene rivelata durante una conferenza stampa ufficiale. Le candidature e il quadro delle deliberazioni sono normalmente tenuti segreti per cinquant'anni prima dell'apertura degli archivi della Fondazione Nobel.

## Elenco dei candidati
Nota: nel seguente elenco i nomi dei candidati che poi hanno vinto il premio sono indicati in grassetto, così come l'anno della vittoria. Quelli che hanno vinto un Nobel in una disciplina diversa dalla fisica sono indicati in grassetto corsivo.

### 1901–1909
| Ritratto | Nome                             | Anni delle candidature                                                                         | Note                                        |
| -------- | -------------------------------- | ---------------------------------------------------------------------------------------------- | ------------------------------------------- |
|          | Wilhelm Röntgen                  | 1901                                                                                           | Premio Nobel vinto nel 1901.                |
|          | Henri Becquerel                  | 1901, 1902, 1903                                                                               | Premio Nobel vinto nel 1903.                |
|          | Philipp Lenard                   | 1901, 1902, 1903, 1904, 1905, 1924, 1925                                                       | Premio Nobel vinto nel 1905.                |
|          | Gabriel Lippmann                 | 1901, 1903, 1904, 1905, 1906, 1907, 1908                                                       | Premio Nobel vinto nel 1908.                |
|          | Guglielmo Marconi                | 1901, 1902, 1903, 1908, 1909, 1929, 1933                                                       | Premio Nobel vinto nel 1909.                |
|          | Johannes Diderik van der Waals   | 1901, 1907, 1909, 1910                                                                         | Premio Nobel vinto nel 1910.                |
|          | Svante Arrhenius                 | 1901, 1902, 1903                                                                               | Premio Nobel per la chimica vinto nel 1903. |
|          | Adolf Erik Nordenskiöld          | 1901                                                                                           | [ 9 ]                                       |
|          | William Wallace Campbell         | 1901                                                                                           | [ 10 ]                                      |
|          | William Thomson, I barone Kelvin | 1901, 1902, 1903, 1906, 1907                                                                   | [ 5 ]                                       |
|          | Pieter Zeeman                    | 1901, 1902                                                                                     | Premio Nobel vinto nel 1902.                |
|          | Hendrik Lorentz                  | 1902, 1912, 1913, 1918, 1919                                                                   | Premio Nobel vinto nel 1902.                |
|          | Marie Curie                      | 1902, 1903                                                                                     | Premio Nobel vinto nel 1903.                |
|          | Pierre Curie                     | 1902, 1903                                                                                     | Premio Nobel vinto nel 1903.                |
|          | John William Strutt Rayleigh     | 1902, 1903, 1904                                                                               | Premio Nobel vinto nel 1904.                |
|          | Joseph John Thomson              | 1902, 1904, 1905, 1906, 1912                                                                   | Premio Nobel vinto nel 1906.                |
|          | Charles Edouard Guillaume        | 1902, 1903, 1904, 1908, 1910, 1912, 1913, 1914, 1920                                           | Premio Nobel vinto nel 1920.                |
|          | Pierre Chappuis                  | 1902, 1903, 1904                                                                               | [ 18 ]                                      |
|          | Justin-Miranda-René Benoît       | 1902, 1903, 1904, 1908, 1910, 1912, 1913, 1914, 1916                                           | [ 19 ]                                      |
|          | John Kerr                        | 1902, 1903                                                                                     | [ 20 ]                                      |
|          | Johann Wilhelm Hittorf           | 1902, 1903, 1904                                                                               | [ 21 ]                                      |
|          | Gustave Le Bon                   | 1903                                                                                           | [ 22 ]                                      |
|          | Ludwig Boltzmann                 | 1903, 1905, 1906                                                                               | [ 23 ]                                      |
|          | Albert A. Michelson              | 1904, 1907                                                                                     | Premio Nobel vinto nel 1907.                |
|          | William Ramsay                   | 1904                                                                                           | Premio Nobel per la chimica vinto nel 1904. |
|          | Walter Kaufmann                  | 1904                                                                                           | [ 25 ]                                      |
|          | Ernst Abbe                       | 1904, 1905                                                                                     | [ 26 ]                                      |
|          | Édouard Branly                   | 1904, 1909                                                                                     | [ 27 ]                                      |
|          | Friedrich Kohlrausch             | 1904, 1905, 1906, 1907, 1908, 1909                                                             | [ 28 ]                                      |
|          | Julius Elster                    | 1904, 1905, 1907, 1908, 1909, 1910, 1911                                                       | [ 29 ]                                      |
|          | Hans Friedrich Geitel            | 1904, 1905, 1907, 1908, 1909, 1910, 1911                                                       | [ 30 ]                                      |
|          | Henri Poincaré                   | 1904, 1906, 1907, 1909, 1910, 1911, 1912                                                       | [ 31 ]                                      |
|          | Karol Olszewski                  | 1904, 1913                                                                                     | [ 32 ]                                      |
|          | James Dewar                      | 1904, 1905, 1912, 1913                                                                         | [ 33 ]                                      |
|          | Oliver Heaviside                 | 1904, 1905, 1907, 1909, 1911, 1912, 1914                                                       | [ 34 ]                                      |
|          | Arthur Schuster                  | 1904, 1914, 1917, 1925                                                                         | [ 35 ]                                      |
|          | Karl Ferdinand Braun             | 1905, 1906, 1907, 1909                                                                         | Premio Nobel vinto nel 1909.                |
|          | Prosper-René Blondlot            | 1905                                                                                           | [ 37 ]                                      |
|          | Pëtr Nikolaevič Lebedev          | 1905, 1912                                                                                     | [ 38 ]                                      |
|          | Heinrich Kayser                  | 1905, 1916, 1917                                                                               | [ 39 ]                                      |
|          | Augusto Righi                    | 1905, 1906, 1907, 1908, 1909, 1910, 1911, 1912, 1913, 1914, 1915, 1916, 1917, 1918, 1919, 1920 | [ 40 ]                                      |
|          | Julius von Hann                  | 1906, 1911, 1913                                                                               | [ 41 ]                                      |
|          | Wilhelm Wien                     | 1907, 1908, 1909, 1910, 1911, 1926, 1927, 1929                                                 | Premio Nobel vinto nel 1911.                |
|          | Max Planck                       | 1907, 1908, 1909, 1910, 1911, 1912, 1913, 1914, 1915, 1916, 1917, 1918, 1919                   | Premio Nobel vinto nel 1919.                |
|          | Ernest Rutherford                | 1907, 1908, 1922, 1923, 1924, 1931, 1932, 1933, 1935, 1937                                     | Premio Nobel per la chimica nel 1908.       |
|          | Ernst Bessel Hagen               | 1907                                                                                           | [ 45 ]                                      |
|          | Heinrich Rubens                  | 1907, 1909                                                                                     | [ 46 ]                                      |
|          | Pierre Duhem                     | 1907, 1916                                                                                     | [ 47 ]                                      |
|          | William Crookes                  | 1907, 1910, 1911, 1914, 1918                                                                   | [ 48 ]                                      |
|          | Gustaf de Laval                  | 1908                                                                                           | [ 49 ]                                      |
|          | Émile Amagat                     | 1908, 1913, 1914                                                                               | [ 50 ]                                      |
|          | Heike Kamerlingh Onnes           | 1909, 1910, 1912, 1913                                                                         | Premio Nobel vinto nel 1913.                |
|          | Henri Farman                     | 1909                                                                                           | [ 52 ]                                      |
|          | Gabriel Voisin                   | 1909                                                                                           | [ 53 ]                                      |
|          | Orville Wright                   | 1909, 1913                                                                                     | [ 54 ]                                      |
|          | Wilbur Wright                    | 1909, 1913                                                                                     | [ 55 ]                                      |
|          | John Henry Poynting              | 1909, 1911, 1912                                                                               | [ 56 ]                                      |
|          | Valdemar Poulsen                 | 1909, 1916, 1917, 1918, 1919, 1920, 1921, 1922, 1923                                           | [ 57 ]                                      |
|          | George Ellery Hale               | 1909, 1913, 1914, 1915, 1916, 1917, 1922, 1923, 1924, 1925, 1934                               | [ 58 ]                                      |

### 1910–1919
| Ritratto | Nome                        | Anni delle candidature | Note                                         |
| -------- | --------------------------- | --- | -------------------------------------------- |
|          | Albert Einstein             | 1910, 1912, 1913, 1914, 1916, 1917, 1918, 1919, 1920, 1921, 1922, 1923                                                                               | Premio Nobel vinto nel 1921.                 |
|          | Allvar Gullstrand           | 1910, 1911, 1912 | Premio Nobel per la medicina vinto nel 1911. |
|          | Knut Ångström               | 1910 | [ 61 ]                                       |
|          | Otto Lummer                 | 1910, 1911 | [ 62 ]                                       |
|          | Henri Abraham               | 1910, 1916 | [ 63 ]                                       |
|          | Paul Langevin               | 1910, 1916, 1921, 1922, 1925, 1927, 1928, 1929, 1930, 1931, 1933, 1934, 1935, 1937, 1946                                                             | [ 64 ]                                       |
|          | Walther Nernst              | 1911, 1912, 1914, 1915, 1916, 1917, 1921 | Premio Nobel per la chimica vinto nel 1920.  |
|          | Ernst Mach                  | 1911, 1912, 1914 | [ 66 ]                                       |
|          | Loránd Eötvös               | 1911, 1914, 1917 | [ 67 ]                                       |
|          | Eugen Goldstein             | 1911, 1913, 1926 | [ 68 ]                                       |
|          | Charles Fabry               | 1911, 1914, 1916, 1917, 1918, 1922, 1925, 1932 | [ 69 ]                                       |
|          | Gustaf Dalén                | 1912 | Premio Nobel vinto nel 1912.                 |
|          | Robert Hadfield             | 1912, 1913 | [ 71 ]                                       |
|          | Jean Baptiste Perrin        | 1913, 1916, 1917, 1918, 1919, 1920, 1921, 1922, 1923, 1924, 1925, 1926                                                                               | Premio Nobel vinto nel 1926.                 |
|          | Theodor Svedberg            | 1913, 1919 | Premio Nobel per la chimica vinto nel 1926.  |
|          | Hermann Frahm               | 1913 | [ 74 ]                                       |
|          | Adolf Slaby                 | 1913 | [ 75 ]                                       |
|          | Ferdinand von Zeppelin      | 1913 | [ 76 ]                                       |
|          | Hugh Longbourne Callendar   | 1913, 1918, 1921 | [ 77 ]                                       |
|          | Otto Lehmann                | 1913, 1914, 1915, 1916, 1917, 1918, 1919, 1920, 1921, 1922                                                                                           | [ 78 ]                                       |
|          | Henri-Alexandre Deslandres  | 1913, 1915, 1916, 1923 | [ 79 ]                                       |
|          | Carl von Linde              | 1913, 1918, 1926 | [ 80 ]                                       |
|          | Johannes Stark              | 1914, 1916, 1917, 1918, 1919 | Premio Nobel vinto nel 1919.                 |
|          | Henri Le Châtelier          | 1914 | [ 82 ]                                       |
|          | Louis Georges Gouy          | 1914, 1916, 1917, 1918, 1919, 1922 | [ 83 ]                                       |
|          | Friedrich Paschen           | 1914, 1915, 1918, 1919, 1922, 1923, 1924, 1925, 1926, 1927, 1928, 1929, 1930, 1931, 1932, 1933                                                       | [ 84 ]                                       |
|          | Martin Knudsen              | 1914, 1916, 1917, 1918, 1919, 1920, 1921, 1937 | [ 85 ]                                       |
|          | Robert W. Wood              | 1914, 1915, 1920, 1924, 1925, 1926, 1927, 1928, 1929, 1930, 1931, 1932, 1933, 1937, 1942, 1950                                                       | [ 86 ]                                       |
|          | Max von Laue                | 1914, 1915 | Premio Nobel vinto nel 1915.                 |
|          | William Henry Bragg         | 1914, 1915 | [ 88 ]                                       |
|          | Lawrence Bragg              | 1915 | [ 89 ]                                       |
|          | Henry Moseley               | 1915 | [ 90 ]                                       |
|          | Charles Galton Darwin       | 1915 | [ 91 ]                                       |
|          | Charles Thomson Rees Wilson | 1915, 1918, 1924, 1925, 1926, 1927 | Premio Nobel vinto nel 1927.                 |
|          | Thomas Edison               | 1915 | [ 93 ]                                       |
|          | Giacomo Casalis             | 1915 | [ 94 ]                                       |
|          | Nicola Pavia                | 1915 | [ 83 ]                                       |
|          | Kristian Birkeland          | 1915, 1916, 1917 | [ 95 ]                                       |
|          | Carl Størmer                | 1915, 1916, 1917, 1925, 1927, 1934 | [ 96 ]                                       |
|          | Aimé Cotton                 | 1915, 1916, 1920, 1922, 1925, 1927, 1928, 1929, 1930, 1931, 1932, 1933, 1934, 1944, 1949                                                             | [ 97 ]                                       |
|          | Henri Mouton                | 1916 | [ 98 ]                                       |
|          | Robert Andrews Millikan     | 1916, 1918, 1919, 1920, 1921, 1922, 1923, 1926 | Premio Nobel vinto nel 1923.                 |
|          | Irving Langmuir             | 1916, 1928, 1929, 1933, 1940 | Premio Nobel per la chimica vinto nel 1932.  |
|          | Peter Debye                 | 1916, 1917, 1921, 1922, 1924, 1925, 1926, 1927, 1928, 1929, 1930, 1931, 1932, 1933, 1936, 1939                                                       | Premio Nobel per la chimica vinto nel 1936.  |
|          | Alexandre Eugène Dufour     | 1916 | [ 102 ]                                      |
|          | Gustave-Auguste Ferrié      | 1916, 1930, 1931 | [ 103 ]                                      |
|          | Peder Oluf Pedersen         | 1916, 1917, 1918, 1919, 1920, 1921, 1922, 1923 | [ 104 ]                                      |
|          | Pierre Weiss                | 1916, 1921, 1922, 1924, 1925, 1928, 1929, 1930, 1931, 1932, 1933, 1934, 1936, 1937                                                                   | [ 105 ]                                      |
|          | Carl Runge                  | 1916, 1917 | [ 106 ]                                      |
|          | Johannes Rydberg            | 1917 | [ 107 ]                                      |
|          | Niels Bohr                  | 1917, 1918, 1919, 1920, 1921, 1922 | Premio Nobel vinto nel 1922.                 |
|          | Arnold Sommerfeld           | 1917, 1918, 1919, 1920, 1922, 1923, 1924, 1925, 1926, 1927, 1928, 1929, 1930, 1931, 1932, 1933, 1934, 1935, 1936, 1937, 1940, 1948, 1949, 1950, 1951 | [ 109 ]                                      |
|          | Charles Glover Barkla       | 1918 | Premio Nobel vinto nel 1918.                 |
|          | Alfred Perot                | 1918 | [ 111 ]                                      |
|          | Fernando Sanford            | 1918, 1919, 1920 | [ 112 ]                                      |
|          | Theodore Lyman              | 1918, 1926 | [ 113 ]                                      |
|          | Percy Williams Bridgman     | 1919, 1924, 1928, 1929, 1933, 1934, 1936, 1939, 1940, 1941, 1942, 1943, 1945, 1946                                                                   | Premio Nobel vinto nel 1946.                 |

### 1920–1929
| Ritratto | Nome                         | Anni delle candidature                                                                                           | Note                                        |
| -------- | ---------------------------- | --- | ------------------------------------------- |
|          | Walter Sydney Adams          | 1920 | [ 115 ]                                     |
|          | Carl Barus                   | 1920, 1921 | [ 116 ]                                     |
|          | Louis Lumière                | 1920, 1921, 1922, 1924, 1927                                                                                     | [ 117 ]                                     |
|          | Auguste Lumière              | 1920, 1921, 1922, 1924, 1927                                                                                     | [ 118 ]                                     |
|          | Ernst Gehrcke                | 1921, 1923, 1924, 1928                                                                                           | [ 119 ]                                     |
|          | Francis William Aston        | 1922 | Premio Nobel per la chimica vinto nel 1922. |
|          | Charles Greeley Abbot        | 1922 | [ 121 ]                                     |
|          | Leo Graetz                   | 1922, 1924 | [ 122 ]                                     |
|          | William David Coolidge       | 1922, 1927, 1935                                                                                                 | [ 123 ]                                     |
|          | Wolfgang Gaede               | 1923, 1924, 1925, 1929, 1935, 1936, 1937                                                                         | [ 124 ]                                     |
|          | Vilhelm Bjerknes             | 1923, 1924, 1926, 1929, 1936, 1937, 1938, 1939, 1940, 1942, 1944, 1945                                           | [ 125 ]                                     |
|          | James Franck                 | 1923, 1924, 1925, 1926                                                                                           | Premio Nobel vinto nel 1926.                |
|          | Gustav Hertz                 | 1924, 1926 | Premio Nobel vinto nel 1926.                |
|          | Owen Willans Richardson      | 1924, 1925, 1926, 1927, 1928, 1929                                                                               | Premio Nobel vinto nel 1929.                |
|          | Jules Richard                | 1924 | [ 129 ]                                     |
|          | Napier Shaw                  | 1924, 1927 | [ 130 ]                                     |
|          | John Sealy Townsend          | 1924, 1942, 1944                                                                                                 | [ 131 ]                                     |
|          | Manne Siegbahn               | 1925 | Premio Nobel vinto nel 1925.                |
|          | Arthur Compton               | 1925, 1926, 1927                                                                                                 | Premio Nobel vinto nel 1927.                |
|          | Louis de Broglie             | 1925, 1926, 1928, 1929, 1950                                                                                     | Premio Nobel vinto nel 1929.                |
|          | Otto Stern                   | 1925, 1927, 1928, 1929, 1930, 1931, 1932, 1933, 1934, 1935, 1936, 1937, 1938, 1939, 1940, 1941, 1943, 1944, 1945 | Premio Nobel vinto nel 1944.                |
|          | Walther Gerlach              | 1925, 1927, 1928, 1929, 1930, 1931, 1932, 1934, 1936, 1937, 1940, 1944                                           | [ 136 ]                                     |
|          | Siegmund Strauss             | 1925 | [ 137 ]                                     |
|          | John Ambrose Fleming         | 1925, 1927, 1928, 1934                                                                                           | [ 138 ]                                     |
|          | Maurice de Broglie           | 1925, 1926, 1928, 1939, 1946                                                                                     | [ 139 ]                                     |
|          | Werner Kolhörster            | 1926 | [ 140 ]                                     |
|          | Dayton Miller                | 1926 | [ 141 ]                                     |
|          | Viktor Kaplan                | 1927 | [ 142 ]                                     |
|          | Carl Ramsauer                | 1927, 1931 | [ 143 ]                                     |
|          | Ludwig Prandtl               | 1928, 1937 | [ 144 ]                                     |
|          | Jacob Bjerknes               | 1928, 1936, 1937, 1938, 1939                                                                                     | [ 145 ]                                     |
|          | Tor Bergeron                 | 1928, 1937, 1938, 1939                                                                                           | [ 146 ]                                     |
|          | Halvor Solberg               | 1928, 1937, 1938, 1939                                                                                           | [ 143 ]                                     |
|          | Werner Heisenberg            | 1928, 1929, 1930, 1931, 1932, 1933, 1969                                                                         | Premio Nobel vinto nel 1933.                |
|          | Erwin Schrödinger            | 1928, 1929, 1930, 1931, 1932, 1933                                                                               | Premio Nobel vinto nel 1933.                |
|          | Paul Dirac                   | 1929, 1933 | Premio Nobel vinto nel 1933.                |
|          | Clinton Davisson             | 1929, 1930, 1931, 1932, 1933, 1934, 1936, 1937                                                                   | Premio Nobel vinto nel 1937.                |
|          | Lester Germer                | 1929, 1931, 1932, 1933, 1934, 1936, 1937                                                                         | [ 150 ]                                     |
|          | Emil Warburg                 | 1929 | [ 151 ]                                     |
|          | Edwin Howard Armstrong       | 1929 | [ 152 ]                                     |
|          | Alexander Meissner           | 1929 | [ 153 ]                                     |
|          | Mihajlo Pupin                | 1929 | [ 154 ]                                     |
|          | David Hilbert                | 1929, 1930, 1931, 1932, 1933                                                                                     | [ 155 ]                                     |
|          | Chandrasekhara Venkata Raman | 1929, 1930 | Premio Nobel vinto nel 1930.                |

### 1930–1939
| Ritratto | Nome                          | Anni delle candidature                                                                               | Note                                        |
| -------- | ----------------------------- | --- | ------------------------------------------- |
|          | Grigorij Samuilovič Landsberg | 1930                                                                                                 | [ 157 ]                                     |
|          | Leonid Isaakovič Mandel'štam  | 1930                                                                                                 | [ 158 ]                                     |
|          | Max Born                      | 1930, 1934, 1939, 1946, 1947, 1948, 1949, 1950, 1951, 1952, 1953, 1954                               | Premio Nobel vinto nel 1954.                |
|          | Henry Norris Russell          | 1930, 1950, 1953                                                                                     | [ 160 ]                                     |
|          | Meghnad Saha                  | 1930, 1937, 1939, 1940, 1951, 1955                                                                   | [ 161 ]                                     |
|          | Ira Sprague Bowen             | 1930, 1934, 1939, 1950, 1968                                                                         | [ 162 ]                                     |
|          | Victor Franz Hess             | 1931, 1933, 1936                                                                                     | Premio Nobel vinto nel 1936.                |
|          | George Paget Thomson          | 1931, 1932, 1933, 1934, 1937                                                                         | Premio Nobel vinto nel 1937.                |
|          | Georges Claude                | 1931                                                                                                 | [ 165 ]                                     |
|          | Kōtarō Honda                  | 1932                                                                                                 | [ 166 ]                                     |
|          | Auguste Piccard               | 1932, 1933                                                                                           | [ 161 ]                                     |
|          | Arthur Eddington              | 1932, 1933, 1934, 1935, 1936, 1944                                                                   | [ 167 ]                                     |
|          | Wolfgang Pauli                | 1933, 1934, 1935, 1937, 1938, 1940, 1941, 1942, 1943, 1944, 1945, 1946                               | Premio Nobel vinto nel 1945.                |
|          | René-Paul-Eugène Thiry        | 1933                                                                                                 | [ 169 ]                                     |
|          | Carl David Anderson           | 1934, 1935, 1936, 1941, 1942, 1944, 1945, 1946, 1947, 1948, 1949, 1950, 1951, 1952, 1953             | Premio Nobel vinto nel 1936.                |
|          | Walther Bothe                 | 1934, 1946, 1949, 1951, 1952, 1953, 1954                                                             | Premio Nobel vinto nel 1954.                |
|          | James Chadwick                | 1934, 1935, 1939                                                                                     | Premio Nobel vinto nel 1935.                |
|          | Frédéric Joliot-Curie         | 1934, 1935                                                                                           | Premio Nobel per la chimica vinto nel 1935. |
|          | Irène Joliot-Curie            | 1934, 1935                                                                                           | Premio Nobel per la chimica vinto nel 1935. |
|          | Harold Urey                   | 1934                                                                                                 | Premio Nobel per la chimica vinto nel 1934. |
|          | Ferdinand Brickwedde          | 1934                                                                                                 | [ 176 ]                                     |
|          | George Murphy                 | 1934                                                                                                 | [ 177 ]                                     |
|          | Gustav Waldemar Elmen         | 1934                                                                                                 | [ 178 ]                                     |
|          | Lars Vegard                   | 1934                                                                                                 | [ 179 ]                                     |
|          | Giancarlo Vallauri            | 1934, 1935, 1941                                                                                     | [ 180 ]                                     |
|          | Enrico Fermi                  | 1935, 1936, 1937, 1938, 1939, 1947, 1948                                                             | Premio Nobel vinto nel 1938.                |
|          | Edward Victor Appleton        | 1935, 1939, 1941, 1942, 1943, 1944, 1946, 1947                                                       | Premio Nobel vinto nel 1947.                |
|          | Arthur E. Kennelly            | 1935                                                                                                 | [ 183 ]                                     |
|          | John Cunningham McLennan      | 1935                                                                                                 | [ 184 ]                                     |
|          | Fritz Zwicky                  | 1935                                                                                                 | [ 185 ]                                     |
|          | Abraham Esau                  | 1935                                                                                                 | [ 186 ]                                     |
|          | Aleksandr Gavrilovič Gurvič   | 1935                                                                                                 | [ 187 ]                                     |
|          | Hugo Dingler                  | 1935                                                                                                 | [ 188 ]                                     |
|          | Felix Ehrenhaft               | 1935                                                                                                 | [ 189 ]                                     |
|          | Wander Johannes de Haas       | 1935, 1936, 1937, 1938, 1939, 1940, 1941, 1942, 1943, 1945                                           | [ 190 ]                                     |
|          | Hans Geiger                   | 1935, 1937, 1955                                                                                     | [ 191 ]                                     |
|          | Samuel Goudsmit               | 1935, 1947, 1951, 1952, 1953, 1954, 1955, 1956, 1957, 1958, 1964, 1965, 1966, 1967, 1968, 1969, 1970 | [ 192 ]                                     |
|          | Patrick Blackett              | 1936, 1939, 1940, 1942, 1944, 1945, 1947, 1948, 1949                                                 | Premio Nobel vinto nel 1948.                |
|          | Giuseppe Occhialini           | 1936, 1949, 1950, 1952, 1953, 1954, 1955, 1956, 1957, 1958, 1959, 1961, 1963, 1964, 1965, 1968, 1969 | [ 194 ]                                     |
|          | Jacob Clay                    | 1936, 1952                                                                                           | [ 195 ]                                     |
|          | John Cockcroft                | 1937, 1938, 1939, 1943, 1945, 1946, 1947, 1949, 1951, 1952                                           | Premio Nobel vinto nel 1951.                |
|          | Ernest Walton                 | 1937, 1938, 1939, 1945, 1947, 1951                                                                   | Premio Nobel vinto nel 1951.                |
|          | Otto Hahn                     | 1937, 1940, 1941, 1943, 1945, 1946, 1947                                                             | Premio Nobel per la chimica vinto nel 1945. |
|          | Lise Meitner                  | 1937, 1940, 1941, 1943, 1945, 1946, 1947, 1948, 1949, 1954, 1955, 1956, 1959, 1961, 1964, 1965, 1967 | [ 199 ]                                     |
|          | Nikola Tesla                  | 1937                                                                                                 | [ 200 ]                                     |
|          | Alfred Lee Loomis             | 1937                                                                                                 | [ 201 ]                                     |
|          | Gilles Holst                  | 1937, 1944                                                                                           | [ 202 ]                                     |
|          | Geoffrey Ingram Taylor        | 1937, 1945, 1953, 1954, 1955, 1956, 1957, 1958, 1959, 1961, 1963, 1968, 1969, 1970                   | [ 203 ]                                     |
|          | Ernest Lawrence               | 1938, 1939, 1940                                                                                     | Premio Nobel vinto nel 1939.                |
|          | Erich Regener                 | 1938                                                                                                 | [ 205 ]                                     |
|          | Isidor Isaac Rabi             | 1939, 1940, 1941, 1942, 1943, 1944, 1945                                                             | Premio Nobel vinto nel 1944.                |
|          | Albert Hull                   | 1939                                                                                                 | [ 207 ]                                     |
|          | Paul Scherrer                 | 1939, 1951                                                                                           | [ 208 ]                                     |

### 1940–1949
| Ritratto | Nome                            | Anni delle candidature                                                                                           | Note                                        |
| -------- | ------------------------------- | --- | ------------------------------------------- |
|          | Hideki Yukawa                   | 1940, 1941, 1943, 1944, 1945, 1946, 1948, 1949, 1950                                                             | Premio Nobel vinto nel 1949.                |
|          | William Giauque                 | 1940 | Premio Nobel per la chimica vinto nel 1949. |
|          | Jaroslav Heyrovský              | 1940 | Premio Nobel per la chimica vinto nel 1959. |
|          | Henri Bouasse                   | 1940 | [ 212 ]                                     |
|          | Neville Chamberlain             | 1940 | [ 213 ]                                     |
|          | Willem Hendrik Keesom           | 1940, 1943, 1944, 1945, 1947, 1948, 1955                                                                         | [ 214 ]                                     |
|          | Fritz Strassmann                | 1941, 1945, 1946                                                                                                 | [ 215 ]                                     |
|          | Seth Neddermeyer                | 1941, 1942, 1944, 1945, 1946, 1947, 1948, 1949, 1950, 1951, 1952                                                 | [ 216 ]                                     |
|          | Pierre Victor Auger             | 1941, 1947, 1948, 1949, 1951, 1953                                                                               | [ 217 ]                                     |
|          | George de Hevesy                | 1942 | Premio Nobel per la chimica vinto nel 1943. |
|          | Hans Bethe                      | 1943, 1946, 1948, 1949, 1950, 1951, 1953, 1954, 1955, 1956, 1957, 1958, 1959, 1960, 1962, 1964, 1965, 1966, 1967 | Premio Nobel vinto nel 1967.                |
|          | Santiago Antúnez de Mayolo      | 1943 | [ 220 ]                                     |
|          | George Gamow                    | 1943, 1946, 1967                                                                                                 | [ 221 ]                                     |
|          | Donald William Kerst            | 1943, 1945, 1946, 1947, 1948, 1949, 1951, 1952, 1953, 1956, 1969                                                 | [ 222 ]                                     |
|          | Frits Zernike                   | 1944, 1948, 1950, 1951, 1952, 1953                                                                               | Premio Nobel vinto nel 1953.                |
|          | Henk Dorgelo                    | 1944 | [ 224 ]                                     |
|          | Willem Christiaan van Geel      | 1944 | [ 225 ]                                     |
|          | Frans Michel Penning            | 1944 | [ 226 ]                                     |
|          | Bernard Lyot                    | 1945, 1947, 1948, 1949, 1950, 1951, 1952                                                                         | [ 227 ]                                     |
|          | Otto Robert Frisch              | 1945, 1946, 1947, 1948, 1959, 1961, 1963, 1967                                                                   | [ 228 ]                                     |
|          | Pëtr Leonidovič Kapica          | 1946, 1947, 1948, 1950, 1953, 1955, 1956, 1957, 1958, 1959, 1960, 1965, 1966, 1968, 1969, 1970                   | Premio Nobel vinto nel 1978.                |
|          | Scienziati nucleari             | 1946, 1947 | [ 230 ]                                     |
|          | Arthur Jeffrey Dempster         | 1946, 1948 | [ 231 ]                                     |
|          | Francis Simon                   | 1946, 1953, 1956                                                                                                 | [ 232 ]                                     |
|          | Robert Oppenheimer              | 1946, 1951, 1955, 1967                                                                                           | [ 233 ]                                     |
|          | Edwin McMillan                  | 1947, 1948, 1951, 1956, 1965                                                                                     | Premio Nobel per la chimica vinto nel 1951. |
|          | Vladimir Veksler                | 1947, 1948, 1951, 1956, 1957, 1959, 1964, 1965                                                                   | [ 235 ]                                     |
|          | Robert Serber                   | 1947 | [ 236 ]                                     |
|          | Camille Gutton                  | 1947 | [ 237 ]                                     |
|          | Karl-Friedrich Bonhoeffer       | 1947, 1949 | [ 238 ]                                     |
|          | Klaus Clusius                   | 1947, 1949, 1953, 1955, 1956, 1957, 1958, 1959, 1960, 1962, 1963                                                 | [ 239 ]                                     |
|          | Walther Meissner                | 1947, 1950, 1955, 1966, 1967                                                                                     | [ 240 ]                                     |
|          | Dmitrij Vladimirovič Skobel'cyn | 1947 | [ 241 ]                                     |
|          | Bruno Rossi                     | 1947, 1948, 1949, 1952, 1954, 1955, 1956, 1957, 1958, 1959, 1960, 1961, 1962, 1963, 1965, 1966, 1967, 1968       | [ 242 ]                                     |
|          | Llewellyn Thomas                | 1947, 1968 | [ 243 ]                                     |
|          | George Uhlenbeck                | 1947, 1951, 1952, 1953, 1954, 1955, 1956, 1957, 1958, 1964, 1965, 1966, 1967, 1968, 1969, 1970                   | [ 244 ]                                     |
|          | Helmut Scheffers                | 1948 | [ 245 ]                                     |
|          | Balthasar van der Pol           | 1948, 1949, 1950                                                                                                 | [ 246 ]                                     |
|          | Marcel Schein                   | 1948, 1949, 1951, 1952                                                                                           | [ 247 ]                                     |
|          | Walter Grotrian                 | 1948 | [ 248 ]                                     |
|          | Bengt Edlén                     | 1948, 1950, 1954, 1956, 1957, 1960, 1963, 1964                                                                   | [ 249 ]                                     |
|          | Henry Lincoln Yeagley Sr.       | 1948 | [ 250 ]                                     |
|          | Karl Guthe Jansky               | 1948 | [ 251 ]                                     |
|          | Robert Wichard Pohl             | 1948, 1953, 1957, 1959, 1967                                                                                     | [ 252 ]                                     |
|          | Felix Bloch                     | 1948, 1949, 1950, 1951, 1952, 1953                                                                               | Premio Nobel vinto nel 1952.                |
|          | Edward Mills Purcell            | 1949, 1950, 1951, 1952                                                                                           | Premio Nobel vinto nel 1952.                |
|          | Cecil Frank Powell              | 1949, 1950, 1951                                                                                                 | Premio Nobel vinto nel 1950.                |
|          | César Lattes                    | 1949, 1951, 1952, 1953, 1954                                                                                     | [ 256 ]                                     |
|          | Eugene Hill Gardner             | 1949 | [ 257 ]                                     |
|          | Vannevar Bush                   | 1949 | [ 258 ]                                     |
|          | Alfred Otto Carl Nier           | 1949 | [ 259 ]                                     |
|          | Leo Szilard                     | 1949 | [ 260 ]                                     |
|          | Hans Kramers                    | 1949, 1950, 1952                                                                                                 | [ 261 ]                                     |
|          | Harold Jeffreys                 | 1949, 1964, 1966                                                                                                 | [ 262 ]                                     |
|          | Edward Carl Stevenson           | 1949 | [ 263 ]                                     |
|          | J. Curry Street                 | 1949, 1953, 1954, 1955, 1956, 1959, 1962, 1967                                                                   | [ 264 ]                                     |
|          | Lawrence R. Hafstad             | 1949 | [ 265 ]                                     |
|          | Merle Tuve                      | 1949 | [ 266 ]                                     |
|          | Gregory Breit                   | 1949, 1970 | [ 267 ]                                     |

### 1950–1959
| Ritratto | Nome                             | Anni delle candidature                                                                                           | Note                                         |
| -------- | -------------------------------- | --- | -------------------------------------------- |
|          | Georg von Békésy                 | 1950, 1953, 1954, 1958                                                                                           | Premio Nobel per la medicina vinto nel 1961. |
|          | Josef Mattauch                   | 1950 | [ 269 ]                                      |
|          | Walther Kossel                   | 1950, 1954, 1955                                                                                                 | [ 270 ]                                      |
|          | Hertha Wambacher                 | 1950 | [ 271 ]                                      |
|          | Marietta Blau                    | 1950, 1955, 1956, 1957                                                                                           | [ 272 ]                                      |
|          | Horace Welcome Babcock           | 1950, 1956, 1958                                                                                                 | [ 273 ]                                      |
|          | Grote Reber                      | 1950, 1967, 1969                                                                                                 | [ 274 ]                                      |
|          | Julian Schwinger                 | 1951, 1952, 1956, 1957, 1960, 1962, 1963, 1964, 1965, 1966                                                       | Premio Nobel vinto nel 1965.                 |
|          | Shin'ichirō Tomonaga             | 1951, 1952, 1955, 1956, 1957, 1960, 1962, 1963, 1964, 1965                                                       | Premio Nobel vinto nel 1965.                 |
|          | Luis Walter Alvarez              | 1951, 1953, 1960, 1962, 1963, 1964, 1965, 1966, 1967, 1968                                                       | Premio Nobel vinto nel 1968.                 |
|          | Willis Lamb                      | 1951, 1952, 1953, 1954, 1955                                                                                     | Premio Nobel vinto nel 1955.                 |
|          | Robert Curtis Retherford         | 1951, 1952, 1953                                                                                                 | [ 279 ]                                      |
|          | William Francis Gray Swann       | 1951, 1952, 1953                                                                                                 | [ 280 ]                                      |
|          | Homi Jehangir Bhabha             | 1951, 1953, 1954, 1955, 1956                                                                                     | [ 281 ]                                      |
|          | Pief Panofsky                    | 1951, 1952, 1953, 1956, 1957, 1959, 1962, 1967                                                                   | [ 282 ]                                      |
|          | Pascual Jordan                   | 1951, 1963, 1967, 1970                                                                                           | [ 283 ]                                      |
|          | Erwin Wilhelm Müller             | 1951, 1952, 1953, 1957, 1959, 1960, 1962, 1963, 1966, 1968, 1969, 1970                                           | [ 284 ]                                      |
|          | John Hasbrouck van Vleck         | 1951, 1961, 1965, 1966, 1967, 1968, 1969, 1970                                                                   | Premio Nobel vinto nel 1977.                 |
|          | Nevill Francis Mott              | 1952, 1958, 1960, 1961, 1968, 1969, 1970                                                                         | Premio Nobel vinto nel 1977.                 |
|          | Polykarp Kusch                   | 1952, 1955 | Premio Nobel vinto nel 1955.                 |
|          | Pavel Alekseevič Čerenkov        | 1952, 1955, 1956, 1957, 1958                                                                                     | Premio Nobel vinto nel 1958.                 |
|          | Lars Onsager                     | 1952, 1953, 1954, 1956, 1957, 1958, 1961, 1963, 1964, 1965, 1966, 1967, 1968                                     | Premio Nobel per la chimica vinto nel 1968.  |
|          | Helmut L. Bradt                  | 1952 | [ 290 ]                                      |
|          | Bernard Peters                   | 1952 | [ 291 ]                                      |
|          | Samuel Jackson Barnett           | 1952, 1953, 1954, 1955, 1956                                                                                     | [ 292 ]                                      |
|          | Georges Destriau                 | 1952, 1962 | [ 293 ]                                      |
|          | Louis Néel                       | 1952, 1953, 1954, 1955, 1956, 1957, 1958, 1959, 1960, 1961, 1962, 1963, 1964, 1965, 1966, 1967, 1968, 1969, 1970 | Premio Nobel vinto nel 1970.                 |
|          | Hannes Alfvén                    | 1953, 1960, 1961, 1962, 1963, 1964, 1965, 1966, 1967, 1968, 1969, 1970                                           | Premio Nobel vinto nel 1970.                 |
|          | Emilio Segrè                     | 1953, 1956, 1957, 1958, 1959                                                                                     | Premio Nobel vinto nel 1959.                 |
|          | Eugene Wigner                    | 1953, 1955, 1957, 1958, 1959, 1960, 1961, 1962, 1963                                                             | Premio Nobel vinto nel 1963.                 |
|          | Willard Libby                    | 1953, 1956, 1957, 1960                                                                                           | Premio Nobel per la chimica vinto nel 1960.  |
|          | Edwin Hubble                     | 1953 | [ 299 ]                                      |
|          | Carl Friedrich von Weizsäcker    | 1953, 1958 | [ 300 ]                                      |
|          | Robert Van de Graaff             | 1953, 1964, 1966                                                                                                 | [ 301 ]                                      |
|          | Louis Leprince-Ringuet           | 1953, 1954, 1955, 1956, 1957, 1960, 1966, 1967                                                                   | [ 302 ]                                      |
|          | John Bardeen                     | 1953, 1954, 1955, 1956, 1961, 1963, 1965, 1966, 1967, 1968, 1969, 1970                                           | Premio Nobel vinto nel 1956.                 |
|          | Walter Houser Brattain           | 1953, 1954, 1956                                                                                                 | Premio Nobel vinto nel 1956.                 |
|          | William Shockley                 | 1954, 1955, 1956                                                                                                 | Premio Nobel vinto nel 1956.                 |
|          | Lev Landau                       | 1954, 1956, 1957, 1958, 1959, 1960, 1962, 1963                                                                   | Premio Nobel vinto nel 1962.                 |
|          | Fritz London                     | 1954 | [ 307 ]                                      |
|          | Ilya Prigogine                   | 1954, 1958, 1964, 1970                                                                                           | Premio Nobel per la chimica vinto nel 1977.  |
|          | Vladimir Koz'mič Zvorykin        | 1954 | [ 309 ]                                      |
|          | Jean Laval                       | 1954 | [ 310 ]                                      |
|          | Georges Lemaître                 | 1954 | [ 311 ]                                      |
|          | James Gilbert Baker              | 1954 | [ 312 ]                                      |
|          | Edward Linfoot                   | 1954 | [ 313 ]                                      |
|          | Edwin Land                       | 1954 | [ 314 ]                                      |
|          | Karl Lark-Horovitz               | 1954 | [ 315 ]                                      |
|          | Martin Deutsch                   | 1954, 1955, 1956, 1957, 1958, 1960                                                                               | [ 316 ]                                      |
|          | Maurice Goldhaber                | 1954, 1959, 1960, 1962, 1970                                                                                     | [ 317 ]                                      |
|          | Ernst Ruska                      | 1955, 1957, 1960, 1961, 1965, 1966, 1969, 1970                                                                   | Premio Nobel vinto nel 1986.                 |
|          | Bodo von Borries                 | 1955 | [ 319 ]                                      |
|          | Jan Oort                         | 1955, 1956, 1957, 1958, 1959, 1960, 1961                                                                         | [ 320 ]                                      |
|          | Christiaan Alexander Muller      | 1955, 1956, 1957, 1958, 1961                                                                                     | [ 321 ]                                      |
|          | Hendrik Christoffel van de Hulst | 1955, 1956, 1957, 1958, 1960, 1961, 1964, 1966, 1967, 1968                                                       | [ 322 ]                                      |
|          | Max Knoll                        | 1955, 1957, 1961, 1967                                                                                           | [ 323 ]                                      |
|          | Léon Brillouin                   | 1955, 1957, 1960, 1965, 1967, 1969                                                                               | [ 324 ]                                      |
|          | George Rochester                 | 1955, 1957, 1958, 1959, 1961, 1962, 1963, 1964, 1965, 1966, 1967, 1968, 1969                                     | [ 325 ]                                      |
|          | Hans Jensen                      | 1955, 1956, 1957, 1958, 1959, 1960, 1961, 1962, 1963                                                             | Premio Nobel vinto nel 1963.                 |
|          | Maria Goeppert-Mayer             | 1955, 1956, 1957, 1958, 1959, 1960, 1962, 1963                                                                   | Premio Nobel vinto nel 1963.                 |
|          | Otto Haxel                       | 1956, 1957 | [ 328 ]                                      |
|          | Hans Suess                       | 1956, 1957 | [ 329 ]                                      |
|          | Richard Feynman                  | 1956, 1957, 1960, 1962, 1963, 1964, 1965, 1967                                                                   | Premio Nobel vinto nel 1965.                 |
|          | Alfred Kastler                   | 1956, 1958, 1959, 1960, 1961, 1962, 1963, 1964, 1965, 1966                                                       | Premio Nobel vinto nel 1966.                 |
|          | Dorothy Crowfoot Hodgkin         | 1956, 1957, 1959, 1960, 1961                                                                                     | Premio Nobel per la chimica vinto nel 1964.  |
|          | Lee de Forest                    | 1956 | [ 333 ]                                      |
|          | Jan Hendrik de Boer              | 1956 | [ 334 ]                                      |
|          | Mark Oliphant                    | 1956 | [ 335 ]                                      |
|          | Gerald Pearson                   | 1956 | [ 336 ]                                      |
|          | Gustav Ising                     | 1956 | [ 337 ]                                      |
|          | Rolf Widerøe                     | 1956, 1969 | [ 338 ]                                      |
|          | Satyendranath Bose               | 1956, 1959, 1962, 1968, 1970                                                                                     | [ 339 ]                                      |
|          | Sydney Chapman                   | 1956, 1959, 1961, 1963, 1967, 1968, 1970                                                                         | [ 340 ]                                      |
|          | Cornelis Jacobus Gorter          | 1956, 1957, 1959, 1964, 1965, 1966, 1968, 1969, 1970                                                             | [ 341 ]                                      |
|          | Igor' Evgen'evič Tamm            | 1957, 1958 | Premio Nobel vinto nel 1958.                 |
|          | Il'ja Michajlovič Frank          | 1957, 1958 | Premio Nobel vinto nel 1958.                 |
|          | Sergej Ivanovič Vavilov          | 1957, 1958 | [ 344 ]                                      |
|          | Owen Chamberlain                 | 1957, 1958, 1959                                                                                                 | Premio Nobel vinto nel 1959.                 |
|          | Subrahmanyan Chandrasekhar       | 1957, 1962, 1968, 1969, 1970                                                                                     | Premio Nobel vinto nel 1983.                 |
|          | Clifford Shull                   | 1957, 1968 | Premio Nobel vinto nel 1994.                 |
|          | Ernest O. Wollan                 | 1957 | [ 348 ]                                      |
|          | Frederick Reines                 | 1957, 1958, 1959, 1960, 1961, 1962, 1963, 1964, 1965, 1966, 1967                                                 | Premio Nobel vinto nel 1995.                 |
|          | Clyde Cowan                      | 1957, 1958, 1959, 1960, 1961, 1962, 1963, 1964, 1965, 1966, 1967                                                 | [ 350 ]                                      |
|          | Carl-Gustaf Rossby               | 1957 | [ 351 ]                                      |
|          | Gersh Budker                     | 1957 | [ 352 ]                                      |
|          | Aleksej Aleksandrovič Naumov     | 1957 | [ 353 ]                                      |
|          | Hans Busch                       | 1957 | [ 354 ]                                      |
|          | Ettore Pancini                   | 1957, 1963 | [ 355 ]                                      |
|          | Oreste Piccioni                  | 1957, 1963 | [ 356 ]                                      |
|          | Marcello Conversi                | 1957, 1963, 1965                                                                                                 | [ 357 ]                                      |
|          | Brebis Bleaney                   | 1957, 1959, 1966                                                                                                 | [ 358 ]                                      |
|          | Clifford Charles Butler          | 1957, 1958, 1959, 1961, 1962, 1963, 1964, 1967, 1968, 1969                                                       | [ 359 ]                                      |
|          | Yang Chen-Ning                   | 1957 | Premio Nobel vinto nel 1957.                 |
|          | Tsung-Dao Lee                    | 1957 | Premio Nobel vinto nel 1957.                 |
|          | Chien-Shiung Wu                  | 1958, 1959, 1960, 1964, 1965, 1968, 1970                                                                         | [ 362 ]                                      |
|          | Robert Hofstadter                | 1958, 1959, 1960, 1961                                                                                           | Premio Nobel vinto nel 1961.                 |
|          | Charles Hard Townes              | 1958, 1959, 1960, 1961, 1962, 1963, 1964, 1965                                                                   | Premio Nobel vinto nel 1964.                 |
|          | Harold Delos Babcock             | 1958 | [ 365 ]                                      |
|          | William Hume-Rothery             | 1958 | [ 366 ]                                      |
|          | Boris Nikolaevič Raevskij        | 1958 | [ 367 ]                                      |
|          | Heinz Neuber                     | 1958 | [ 368 ]                                      |
|          | Clyde Wiegand                    | 1958 | [ 369 ]                                      |
|          | Thomas Ypsilantis                | 1958 | [ 370 ]                                      |
|          | Seymour Benzer                   | Seymour Benzer                                                                                                   | [ 371 ]                                      |
|          | David Bohm                       | 1958 | [ 372 ]                                      |
|          | David Pines                      | 1958, 1968 | [ 373 ]                                      |
|          | Alfred Landé                     | 1958, 1969 | [ 374 ]                                      |
|          | Jesse Beams                      | 1958, 1970 | [ 375 ]                                      |
|          | Victor Weisskopf                 | 1958, 1965, 1967, 1969, 1970                                                                                     | [ 376 ]                                      |
|          | Evgenij Zavojskij                | 1958, 1959, 1960, 1961, 1962, 1963, 1964, 1965, 1966, 1968, 1969, 1970                                           | [ 377 ]                                      |
|          | Donald Glaser                    | 1959, 1960 | Premio Nobel vinto nel 1960.                 |
|          | Leon Max Lederman                | 1959, 1963, 1967, 1969                                                                                           | Premio Nobel vinto nel 1988.                 |
|          | Abram Ioffe                      | 1959 | [ 380 ]                                      |
|          | Friedrich Dessauer               | 1959 | [ 381 ]                                      |
|          | Frank Philip Bowden              | 1959 | [ 382 ]                                      |
|          | Albrecht Unsöld                  | 1959 | [ 383 ]                                      |
|          | Charles Kittel                   | 1959 | [ 384 ]                                      |
|          | André Lallemand                  | 1959, 1960, 1961, 1962, 1964                                                                                     | [ 385 ]                                      |
|          | Nicholas Kemmer                  | 1959, 1965 | [ 386 ]                                      |
|          | John Desmond Bernal              | 1959, 1966 | [ 387 ]                                      |
|          | Carl Wagner                      | 1959 | [ 388 ]                                      |
|          | Walter Schottky                  | 1959, 1965, 1967                                                                                                 | [ 389 ]                                      |
|          | Norbert Wiener                   | 1959 | [ 390 ]                                      |
|          | Claude Shannon                   | 1959, 1967 | [ 391 ]                                      |
|          | Frederick Charles Frank          | 1959, 1961, 1968                                                                                                 | [ 392 ]                                      |
|          | Nikolaj Nikolaevič Bogoljubov    | 1959, 1960, 1963, 1966, 1967, 1968, 1969, 1970                                                                   | [ 393 ]                                      |

### 1960–1969
| Ritratto | Nome                              | Anni delle candidature                               | Note                                         |
| -------- | --------------------------------- | ---------------------------------------------------- | -------------------------------------------- |
|          | Aleksandr Michajlovič Prochorov'  | 1960, 1962, 1963, 1964                               | Premio Nobel vinto nel 1964.                 |
|          | Nikolaj Gennadievič Basov         | 1960, 1962, 1963, 1964                               | Premio Nobel vinto nel 1964.                 |
|          | Murray Gell-Mann                  | 1960, 1961, 1964, 1965, 1966, 1967, 1968, 1969       | Premio Nobel vinto nel 1969.                 |
|          | Nicolaas Bloembergen              | 1960, 1962, 1963, 1969                               | Premio Nobel vinto nel 1981.                 |
|          | Max Perutz                        | 1960, 1961                                           | Premio Nobel per la chimica vinto nel 1962.  |
|          | John Kendrew                      | 1960, 1961                                           | Premio Nobel per la chimica vinto nel 1962.  |
|          | Jean Brossel                      | 1960, 1965, 1966                                     | [ 400 ]                                      |
|          | Albert Overhauser                 | 1960, 1963, 1968                                     | [ 401 ]                                      |
|          | Anatole Abragam                   | 1960, 1963, 1968, 1970                               | [ 402 ]                                      |
|          | James Van Allen                   | 1960, 1961, 1962, 1965, 1967, 1968, 1969, 1970       | [ 403 ]                                      |
|          | Abraham Pais                      | 1960, 1968                                           | [ 404 ]                                      |
|          | Kazuhiko Nishijima                | 1960, 1961, 1964, 1966, 1967, 1968, 1969, 1970       | [ 405 ]                                      |
|          | Tadao Nakano                      | 1961, 1970                                           | [ 406 ]                                      |
|          | Rudolf Mössbauer                  | 1961                                                 | Premio Nobel vinto nel 1961.                 |
|          | Leon Cooper                       | 1961, 1963, 1965, 1966, 1967, 1968, 1969, 1970       | Premio Nobel vinto nel 1972.                 |
|          | John Robert Schrieffer            | 1961, 1963, 1965, 1966, 1967, 1968, 1969, 1970       | Premio Nobel vinto nel 1972.                 |
|          | Aage Bohr                         | 1961, 1965, 1966, 1967, 1968, 1969, 1970             | Premio Nobel vinto nel 1975.                 |
|          | Ben Roy Mottelson                 | 1961, 1965, 1966, 1967, 1968, 1969, 1970             | Premio Nobel vinto nel 1975.                 |
|          | Frederick Seitz                   | 1961                                                 | [ 412 ]                                      |
|          | Louis Harold Gray                 | 1961                                                 | [ 413 ]                                      |
|          | Ladislaus Laszlo Marton           | 1961                                                 | [ 414 ]                                      |
|          | Walter Heitler                    | 1961, 1962, 1963, 1964, 1965, 1966, 1967, 1969, 1970 | [ 415 ]                                      |
|          | Michael Polanyi                   | 1961, 1968, 1970                                     | [ 416 ]                                      |
|          | Egon Orowan                       | 1961, 1968, 1970                                     | [ 417 ]                                      |
|          | Nikolaj Vasil'evič Belov          | 1962                                                 | [ 418 ]                                      |
|          | Bogdan Maglich                    | 1962                                                 | [ 419 ]                                      |
|          | Reinhold Rudenberg                | 1962                                                 | [ 420 ]                                      |
|          | Francis Bitter                    | 1962                                                 | [ 421 ]                                      |
|          | Martin Näbauer                    | 1962                                                 | [ 422 ]                                      |
|          | Robert Doll                       | 1962, 1963                                           | [ 423 ]                                      |
|          | Marian Danysz                     | 1962, 1965, 1967                                     | [ 424 ]                                      |
|          | Theodore Maiman                   | 1962, 1969                                           | [ 425 ]                                      |
|          | Ali Javan                         | 1962, 1963                                           | [ 426 ]                                      |
|          | Joseph Weber                      | 1962, 1963, 1970                                     | [ 427 ]                                      |
|          | James Gordon                      | 1963                                                 | [ 428 ]                                      |
|          | Bernard Lovell                    | 1963, 1964, 1965, 1966, 1967, 1968, 1969, 1970       | [ 429 ]                                      |
|          | Martin Ryle                       | 1963, 1964, 1965, 1966, 1967, 1968, 1969, 1970       | Premio Nobel vinto nel 1974.                 |
|          | Arthur Schawlow                   | 1963, 1964, 1969                                     | Premio Nobel vinto nel 1981.                 |
|          | Melvin Schwartz                   | 1963, 1964, 1966, 1967, 1968, 1969                   | Premio Nobel vinto nel 1988.                 |
|          | Jack Steinberger                  | 1963, 1967, 1969                                     | Premio Nobel vinto nel 1988.                 |
|          | Max Delbrück                      | 1963                                                 | Premio Nobel per la medicina vinto nel 1969. |
|          | Walter Friedrich                  | 1963                                                 | [ 434 ]                                      |
|          | Adriano Gozzini                   | 1963, 1965                                           | [ 435 ]                                      |
|          | Ernest Courant                    | 1963, 1967                                           | [ 436 ]                                      |
|          | Milton Livingston                 | 1963, 1967                                           | [ 437 ]                                      |
|          | William Fairbank                  | 1963, 1969, 1970                                     | [ 438 ]                                      |
|          | Herbert Fröhlich                  | 1963, 1964, 1970                                     | [ 439 ]                                      |
|          | Leopold Infeld                    | 1964                                                 | [ 440 ]                                      |
|          | Keith Edward Bullen               | 1964                                                 | [ 441 ]                                      |
|          | Hermann Schüler                   | 1964                                                 | [ 442 ]                                      |
|          | Theodor Schmidt                   | 1964                                                 | [ 443 ]                                      |
|          | Edoardo Amaldi                    | 1964                                                 | [ 444 ]                                      |
|          | Philip Burton Moon                | 1964                                                 | [ 445 ]                                      |
|          | Freeman Dyson                     | 1964                                                 | [ 446 ]                                      |
|          | Scott Forbush                     | 1964, 1968                                           | [ 447 ]                                      |
|          | William Alfred Fowler             | 1964                                                 | Premio Nobel vinto nel 1983.                 |
|          | Geoffrey Burbidge                 | 1964                                                 | [ 449 ]                                      |
|          | Margaret Burbidge                 | 1964                                                 | [ 450 ]                                      |
|          | Fred Hoyle                        | 1964, 1965, 1970                                     | [ 451 ]                                      |
|          | Martin Schwarzschild              | 1965                                                 | [ 452 ]                                      |
|          | Jan Volger                        | 1965                                                 | [ 453 ]                                      |
|          | Sybren de Groot                   | 1965                                                 | [ 454 ]                                      |
|          | Maurice Françon                   | 1965                                                 | [ 455 ]                                      |
|          | Susumu Ōkubo                      | 1965                                                 | [ 456 ]                                      |
|          | Robert Hanbury Brown              | 1965, 1966                                           | [ 457 ]                                      |
|          | Richard Q. Twiss                  | 1965, 1966                                           | [ 458 ]                                      |
|          | Nicholas Christofilos             | 1965, 1967                                           | [ 459 ]                                      |
|          | Jerzy Pniewski                    | 1965, 1967                                           | [ 460 ]                                      |
|          | Yoshio Ōnuki                      | 1965, 1966                                           | [ 461 ]                                      |
|          | Yuval Ne'eman                     | 1965, 1966, 1967, 1969                               | [ 462 ]                                      |
|          | Friedrich Hund                    | 1965, 1969                                           | [ 463 ]                                      |
|          | Erich Hückel                      | 1965, 1966, 1969                                     | [ 464 ]                                      |
|          | John Archibald Wheeler            | 1965, 1967, 1968, 1969, 1970                         | [ 465 ]                                      |
|          | Dennis Gabor                      | 1966, 1967, 1968, 1969, 1970                         | Premio Nobel vinto nel 1971.                 |
|          | James Cronin                      | 1966, 1967, 1968, 1969, 1970                         | Premio Nobel vinto nel 1980.                 |
|          | Val Logsdon Fitch                 | 1966, 1967, 1968, 1969, 1970                         | Premio Nobel vinto nel 1980.                 |
|          | Bertram Brockhouse                | 1966, 1969                                           | Premio Nobel vinto nel 1984.                 |
|          | William Brownfield Fowler         | 1966                                                 | [ 470 ]                                      |
|          | Nicholas P. Samios                | 1966                                                 | [ 471 ]                                      |
|          | Jack Warren Keuffel               | 1966                                                 | [ 472 ]                                      |
|          | Johannes Frederik de Beer         | 1966                                                 | [ 473 ]                                      |
|          | Thomas Edwin Cranshaw             | 1966                                                 | [ 474 ]                                      |
|          | Sigenori Miyamoto                 | 1966                                                 | [ 475 ]                                      |
|          | Shuji Fukui                       | 1966                                                 | [ 476 ]                                      |
|          | Vladimir Aleksandrovič Fok        | 1966                                                 | [ 477 ]                                      |
|          | Horace Richard Crane              | 1966                                                 | [ 478 ]                                      |
|          | Maarten Schmidt                   | 1966                                                 | [ 479 ]                                      |
|          | Robert P. Sharp                   | 1966                                                 | [ 480 ]                                      |
|          | Dan Schneiderman                  | 1966                                                 | [ 481 ]                                      |
|          | Bruce C. Murray                   | 1966                                                 | [ 482 ]                                      |
|          | J. Denton Allen                   | 1966                                                 | [ 483 ]                                      |
|          | Richard Kanne Sloan               | 1966                                                 | [ 484 ]                                      |
|          | Robert B. Leighton                | 1966, 1970                                           | [ 485 ]                                      |
|          | Bernd T. Matthias                 | 1966, 1967, 1969, 1970                               | [ 486 ]                                      |
|          | Brian Pippard                     | 1966, 1970                                           | [ 487 ]                                      |
|          | David Shoenberg                   | 1966, 1970                                           | [ 488 ]                                      |
|          | Vladimir Vladimirovič Belousov    | 1967                                                 | [ 489 ]                                      |
|          | Friedrich Bopp                    | 1967                                                 | [ 490 ]                                      |
|          | Stuart Thomas Butler              | 1967                                                 | [ 491 ]                                      |
|          | Raimond Castaing                  | 1967                                                 | [ 492 ]                                      |
|          | Hartmut Kallmann                  | 1967                                                 | [ 493 ]                                      |
|          | James Stanley Hey                 | 1967                                                 | [ 494 ]                                      |
|          | Albert Rose                       | 1967                                                 | [ 495 ]                                      |
|          | Murray A. Lampert                 | 1967                                                 | [ 496 ]                                      |
|          | Bruno Pontecorvo                  | 1967                                                 | [ 497 ]                                      |
|          | Edward Uhler Condon               | 1967                                                 | [ 498 ]                                      |
|          | Rudolf Hilsch                     | 1967                                                 | [ 499 ]                                      |
|          | Marvin Leonard Goldberger         | 1967                                                 | [ 500 ]                                      |
|          | Geoffrey Foucar Chew              | 1967                                                 | [ 501 ]                                      |
|          | Isaak Pomerančuk                  | 1967                                                 | [ 502 ]                                      |
|          | Cormac Ó Ceallaigh                | 1967                                                 | [ 503 ]                                      |
|          | Tullio Regge                      | 1967                                                 | [ 504 ]                                      |
|          | Gerhart Lüders                    | 1967                                                 | [ 505 ]                                      |
|          | Rafael Armenteros                 | 1967                                                 | [ 506 ]                                      |
|          | Hermann Julius Oberth             | 1967                                                 | [ 507 ]                                      |
|          | Gordon Thompson Danby             | 1967                                                 | [ 508 ]                                      |
|          | Harrie Massey                     | 1967, 1969                                           | [ 509 ]                                      |
|          | Rudolf Peierls                    | 1967, 1969, 1970                                     | [ 510 ]                                      |
|          | Leo Esaki                         | 1968                                                 | Premio Nobel vinto nel 1973.                 |
|          | Ivar Giaever                      | 1968                                                 | Premio Nobel vinto nel 1973.                 |
|          | Brian Josephson                   | 1968, 1969, 1970                                     | Premio Nobel vinto nel 1973.                 |
|          | Robert Edward Bell                | 1968                                                 | [ 514 ]                                      |
|          | Gaston Dupouy                     | 1968                                                 | [ 515 ]                                      |
|          | William Elisworth Gifford         | 1968                                                 | [ 516 ]                                      |
|          | John Eugene Kunzler               | 1968                                                 | [ 517 ]                                      |
|          | George J. Schulz                  | 1968                                                 | [ 518 ]                                      |
|          | Hiroomi Umezawa                   | 1968                                                 | [ 519 ]                                      |
|          | Konrad Ernst Otto Zuse            | 1968                                                 | [ 520 ]                                      |
|          | Ivar Waller                       | 1968                                                 | [ 521 ]                                      |
|          | Sergej Nikolaevič Vernov          | 1968                                                 | [ 522 ]                                      |
|          | Robert Henry Dicke                | 1968, 1969                                           | [ 523 ]                                      |
|          | Robert Henry Dicke                | 1968, 1969                                           | [ 523 ]                                      |
|          | Gerhard Borrmann                  | 1968                                                 | [ 524 ]                                      |
|          | Paul Peter Ewald                  | 1968, 1970                                           | [ 525 ]                                      |
|          | Hans-Peter Dürr                   | 1968, 1969, 1970                                     | [ 526 ]                                      |
|          | Jeffrey Goldstone                 | 1968, 1969, 1970                                     | [ 527 ]                                      |
|          | Herman Francis Mark               | 1968, 1970                                           | [ 528 ]                                      |
|          | John Clarke Slater                | 1968, 1969, 1970                                     | [ 529 ]                                      |
|          | CERN                              | 1969                                                 | [ 530 ]                                      |
|          | John Battiscombe Gunn             | 1969                                                 | [ 531 ]                                      |
|          | Jens Lindhard                     | 1969                                                 | [ 532 ]                                      |
|          | Reginald Rainey                   | 1969                                                 | [ 533 ]                                      |
|          | Nicola Cabibbo                    | 1969                                                 | [ 534 ]                                      |
|          | Jakov Grigor'evič Dorfman         | 1969                                                 | [ 535 ]                                      |
|          | Pierre Jacquinot                  | 1969                                                 | [ 536 ]                                      |
|          | Eugene Newman Parker              | 1969                                                 | [ 537 ]                                      |
|          | Peter Alden Franken               | 1969                                                 | [ 538 ]                                      |
|          | Robert William Terhune            | 1969                                                 | [ 539 ]                                      |
|          | Joseph Anthony Giordmaine         | 1969                                                 | [ 540 ]                                      |
|          | Emmett Norman Leith               | 1969                                                 | [ 541 ]                                      |
|          | Juris Upatnieks                   | 1969                                                 | [ 542 ]                                      |
|          | Feza Gürsey                       | 1969                                                 | [ 543 ]                                      |
|          | Luigi Arialdo Radicati di Brozolo | 1969                                                 | [ 544 ]                                      |
|          | Jun Kondō                         | 1969                                                 | [ 545 ]                                      |
|          | Sven Algot Joel Liljendahl        | 1969                                                 | [ 546 ]                                      |
|          | Jens Leif Løkka                   | 1969                                                 | [ 547 ]                                      |
|          | Georgij Nikolaevič Flërov         | 1969, 1970                                           | [ 548 ]                                      |

### 1970–1971
| Ritratto | Nome                           | Anni delle candidature | Note                         |
| -------- | ------------------------------ | ---------------------- | ---------------------------- |
|          | Antony Hewish                  | 1970                   | Premio Nobel vinto nel 1974. |
|          | Arno Allan Penzias             | 1970                   | Premio Nobel vinto nel 1978. |
|          | Robert Woodrow Wilson          | 1970                   | Premio Nobel vinto nel 1978. |
|          | Kai Manne Börje Siegbahn       | 1970                   | Premio Nobel vinto nel 1981. |
|          | Aleksej Alekseevič Abrikosov   | 1970                   | Premio Nobel vinto nel 2003. |
|          | Paul Gaston Bastien            | 1970                   | [ 554 ]                      |
|          | Ryōgo Kubo                     | 1970                   | [ 555 ]                      |
|          | Edward Teller                  | 1970                   | [ 556 ]                      |
|          | William Holder Zachariasen     | 1970                   | [ 557 ]                      |
|          | Albert Ghiorso                 | 1970                   | [ 558 ]                      |
|          | Oskar Benjamin Klein           | 1970                   | [ 559 ]                      |
|          | Ralph de Laer Kronig           | 1970                   | [ 560 ]                      |
|          | Carl Nordling                  | 1970                   | [ 561 ]                      |
|          | Jan Burgers                    | 1970                   | [ 562 ]                      |
|          | Janine Connes                  | 1970                   | [ 563 ]                      |
|          | Pierre Connes                  | 1970                   | [ 564 ]                      |
|          | Shōichi Sakata                 | 1970                   | [ 565 ]                      |
|          | Charles Brian Anthony McCusker | 1970                   | [ 566 ]                      |